# Isola di San Nicola
L'isola di San Nicola è un'isola dell'Italia appartenente all'arcipelago delle isole Tremiti (o Diomedee), in Puglia, nel mar Adriatico.
Rientra amministrativamente nel comune delle Isole Tremiti (di cui è sede municipale ed amministrativa), sotto la giurisdizione della provincia di Foggia.

## Geografia e morfologia
L'isola si sviluppa su una superficie di circa 0,42 km² (42 ha), per una lunghezza di 1 600 m, una larghezza di 450 m, con uno sviluppo costiero di 3 700 m e un'altezza massima di 75 m s.l.m..
Dista 350 m da Capraia, 300 m da San Domino e 200 m dal Cretaccio.
L'isola si presenta stretta e lunga ed è costituita da un altopiano roccioso con coste verticali a picco sul mare, con tratti di falesia che raggiungono i 60 metri d'altezza.

### La costa
Seguendo il perimetro dell'isola in senso orario, partendo dal Porto di San Nicola di Tremiti o Scalo Marittimo, troviamo l'Acquedotto (detto anche Acquedotto di San Nicola), una costa a falesia originata dagli intensi fenomeni erosivi legati alle mareggiate del vento Scirocco, la Punta del Cimitero (luogo più settentrionale dell'isola), con una scogliera a strapiombo, la Cala della Punta del Cimitero, con un punto di approdo, la Grotta del Ferraio e la Muratta, un promontorio il cui nome deriva dai murattiani insediatisi nell'isola durante l'età napoleonica.

## Storia
San Nicola pur essendo la più piccola delle Tremiti, (escludendo l'isolotto del Cretaccio e la più distante Pianosa), è storicamente ed artisticamente la più importante delle isole.

### Preistoria
Su questa isola si conservano tracce di un insediamento protostorico del I millennio a.C. Nella parte alta dell'isola sono riscontrabili fori di palificazione di possibili capanne dell'Età del ferro (IX - VII secolo a.C.). I fori sono interrotti da fosse sepolcrali (ne sono state scoperte 18) e da due tombe a grotticella (possibile datazione ad età classica ed ellenistica), tra cui quella comunemente detta la tomba di Diomede.

### Antichità, Medioevo e oggi
Ad est della sopracitata necropoli sono state riscontrate le tracce di un insediamento ellenistico. Come in precedenza i fori di palificazione, anche la tombe vengono interrotti da una costruzione più recente. Infatti vi è una cisterna (detta vasca di San Nicola), scavata nella roccia viva e rivestita in opus incertum, collocabile tra il I secolo a.C. e il I secolo d.C. Sempre con tecnica ad opus incertum è stata edificata una domus romana (resti, stessa datazione della cisterna) impostata su un criptoportico a doppia L. Sotto la sede del municipio si sono scoperti frammenti musivi riconducibili a una seconda domus romana (coeva della precedente), mentre nelle vicinanze del porto sono stati rinvenuti locali scavati nella roccia, dello stesso periodo delle precedenti strutture, adibiti al deposito di anfore da trasporto.
Il porto dell'isola è dominato dal complesso abbaziale fortificato di Santa Maria a Mare, risalente all'XI secolo. Dal porticciolo, attraverso un possente portale, ci si addentra all'interno dello spazio delimitato dalla cinta muraria. In questa zona si trovano il convento-castello fortificato soprattutto grazie a Carlo d'Angiò e la chiesa di Santa Maria a Mare ricostruita dai benedettini di Montecassino nel 1045 quale rifacimento di una chiesa preesistente, già intitolata alla Vergine e già abbazia dei benedettini (per questo l'isola di San Nicola è detta anche la Montecassino in mezzo al mare).
La presenza benedettina si esaurisce intorno al 1237, quando il papa mise fine al periodo di grande decadenza che aveva segnato la comunità monastica, con la sostituzione dei monaci di San Benedetto con i cistercensi.
L'abbazia fu saccheggiata nel XIV secolo dal corsaro dalmata Almogavaro e dalla sua flotta, i quali trucidarono i monaci mettendo fine alla presenza cistercense nell'isola e in tutto l'arcipelago. Nel 1412, in seguito a pressioni e lettere apostoliche, e su diretto ordine di Gregorio XII, una piccola comunità di Canonici Lateranensi guidata da Leone da Cararra si trasferì sull'isola per ripopolare l'antico centro religioso.

## Cultura
L'isola compare nella seconda e nella terza stagione della serie televisiva Braccialetti rossi.